# 天安牙山站
天安牙山站（：／ Cheonan-asan yeok */?）是京釜高速線與水西平澤高速線沿線的一座高速鐵道車站，位於韓國忠清南道牙山市排芳邑長在里，韓語副站名是「溫陽溫泉」（온양온천）。本站有KTX及SRT列車停靠。

## 車站結構
2面4線雙島式月台的高架車站。中央2線為通過線，通過線之間設有防風牆，而通過線與停車線之間設有隔音牆。

### 月台配置
| ↑ 光明（KTX）／平澤芝制（SRT） ↑ |
| \| １２ \| ３４ \|               |
| 五松 ↓                           |

| 月台 | 路線                      | 類別     | 目的地                                           |
| ---- | ------------------------- | -------- | ------------------------------------------------ |
| 1、2 | 京釜高速線 水西平澤高速線 | KTX、SRT | 光明、龍山、首爾、水西、幸信方向                 |
| 3、4 | 京釜高速線 水西平澤高速線 | KTX、SRT | 釜山、光州松汀、木浦、晉州、浦項、麗水世博會方向 |

## 历史
- 1993年6月14日：確定站舍位置。
- 1996年7月22日：新建站舍開工。
- 2003年8月21日：決定改名為天安牙山站。
- 2003年11月20日：決定加入副站名溫陽溫泉。
- 2004年4月1日：高速鐵路開通的同時作為普通站開始營業[1]。
- 2007年3月30日：開設與長項線牙山站的轉乘通道。
- 2016年12月9日：水西平澤高速線開通，成為分歧點。

## 车站周边
- 牙山站